# Франклін (Індіана)
Франклін (англ. Franklin) — місто (англ. city) в США, в окрузі Джонсон штату Індіана. Населення — 25 313 особи (2020).

## Географія
Франклін розташований за координатами 39°29′37″ пн. ш. 86°3′15″ зх. д. / 39.49361° пн. ш. 86.05417° зх. д. (39.493486, -86.054075).  За даними Бюро перепису населення США в 2010 році місто мало площу 33,69 км², уся площа — суходіл.

## Демографія
Згідно з переписом 2010 року, у місті мешкало 23 712 осіб у 8885 домогосподарствах у складі 5986 родин. Густота населення становила 704 особи/км².  Було 9895 помешкань (294/км²).
Расовий склад населення:
| - 94,9 % — білих - 1,4 % — чорних або афроамериканців - 0,8 % — азіатів - 0,3 % — корінних американців - 1,0 % — осіб інших рас |

До двох чи більше рас належало 1,6 %. Частка іспаномовних становила 2,5 % від усіх жителів.
За віковим діапазоном населення розподілялося таким чином: 26,3 % — особи молодші 18 років, 59,1 % — особи у віці 18—64 років, 14,6 % — особи у віці 65 років та старші. Медіана віку мешканця становила 34,6 року. На 100 осіб жіночої статі у місті припадало 91,3 чоловіків;  на 100 жінок у віці від 18 років та старших — 86,5 чоловіків також старших 18 років.
Середній дохід на одне домашнє господарство  становив 65 407 доларів США (медіана — 51 033), а середній дохід на одну сім'ю — 73 715 доларів (медіана — 59 659). Медіана доходів становила 46 728 доларів для чоловіків та 36 262 долари для жінок. За межею бідності перебувало 12,1 % осіб, у тому числі 14,9 % дітей у віці до 18 років та 6,8 % осіб у віці 65 років та старших.
Цивільне працевлаштоване населення становило 11 136 осіб. Основні галузі зайнятості: освіта, охорона здоров'я та соціальна допомога — 24,7 %, виробництво — 19,0 %, роздрібна торгівля — 11,0 %, мистецтво, розваги та відпочинок — 9,9 %.